# 田中良三
田中 良三（たなか りょうぞう、明治7年（1874年）1月16日 ‐ 昭和21年（1946年）7月1日）は、大正時代から昭和時代にかけての新版画の版元。田中尚美堂、東京尚美堂として知られる。

## 来歴
1874年に橋本治作の次男として京都に生まれる。しばらくは大阪の書店において修行した後、田中重兵衛の4女と結婚、田中姓となり後に上京して東京府神田区一ツ橋通町16番地（現・千代田区神田神保町2－23－2）の支店に転居する。明治30年（1897年）4月、東京府京橋区に木版画を取り扱う東京尚美堂画局という自前の店を開業する。当初の設立資金は30円で、一台の荷車と600枚の版画で営業を始めている。その後、明治31年（1898年）に神田神保町に店舗を移転、新しい印刷技術を活用して、当時、有望であった絵葉書の領域に事業を広げていった。その後、大正10年（1921年）、一ツ橋通町の一神会と南神保町の南神会の両町会を統合、一神会が創立された際、副会長に推薦されている。
新版画は川瀬巴水、高橋弘明、土屋光逸らと知り合った昭和5年（1930年）4月から出版し始めている。1930年代に良三は光逸の横三切判3枚と絵葉書判24枚の版画を版元印なしで発行しており、同時に巴水の大判版画6枚を1930年4月から1931年1月にかけて「東京尚美堂」の版元印とともに出版している。さらに少なくとも松亭の三切判12枚、絵葉書判84枚、ミニチュア版画84枚を版元印なしで出版しているほか、笠松紫浪の版画も出版している。昭和15年の尚美堂の英語版目録に巴水、弘明、光逸の作品が紹介されている。当時、弘明の「タナカ版」、巴水の作品で「田中尚美堂版」、「東京尚美堂版」と呼ばれていたのは、渡辺庄三郎の尚美堂版と区別するためであった。享年72。
ただし、昭和20年（1945年）の東京大空襲によってそれらの版木は全て焼失してしまったといわれる。なお、終戦直後に長男の田中貞三が事業を引き継ぎ、絵葉書、クリスマスカードなどに特化した事業展開によって大成功を収めた。

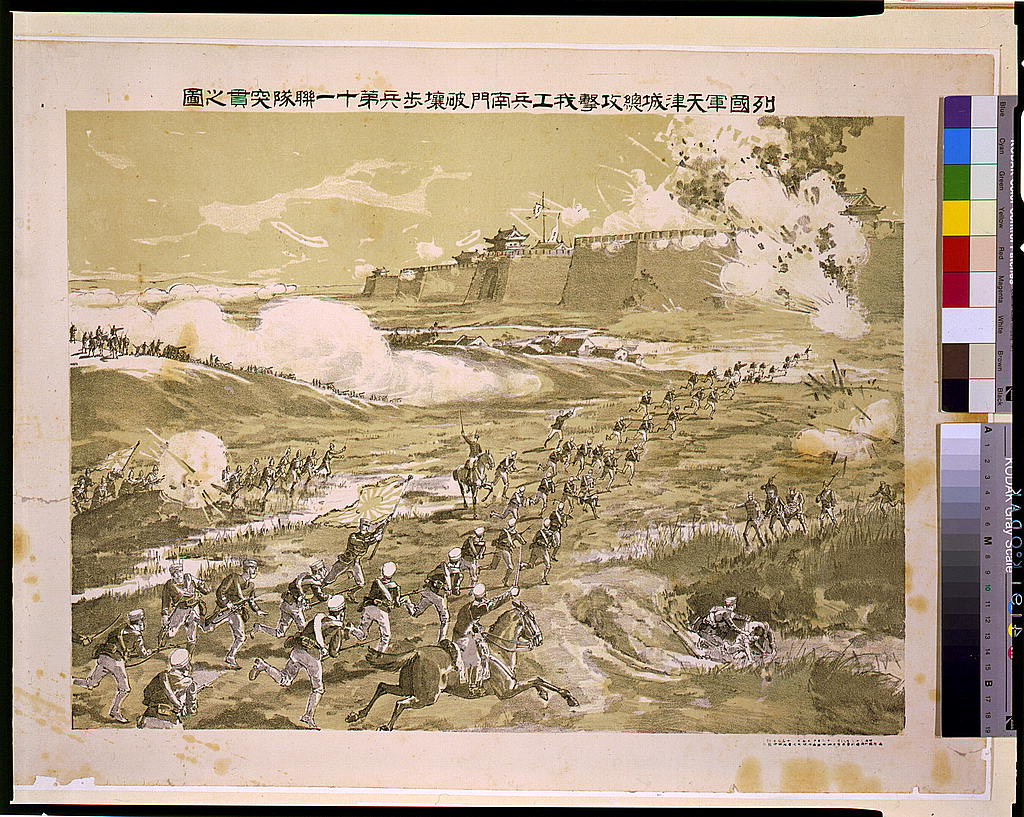
1900年
1904年
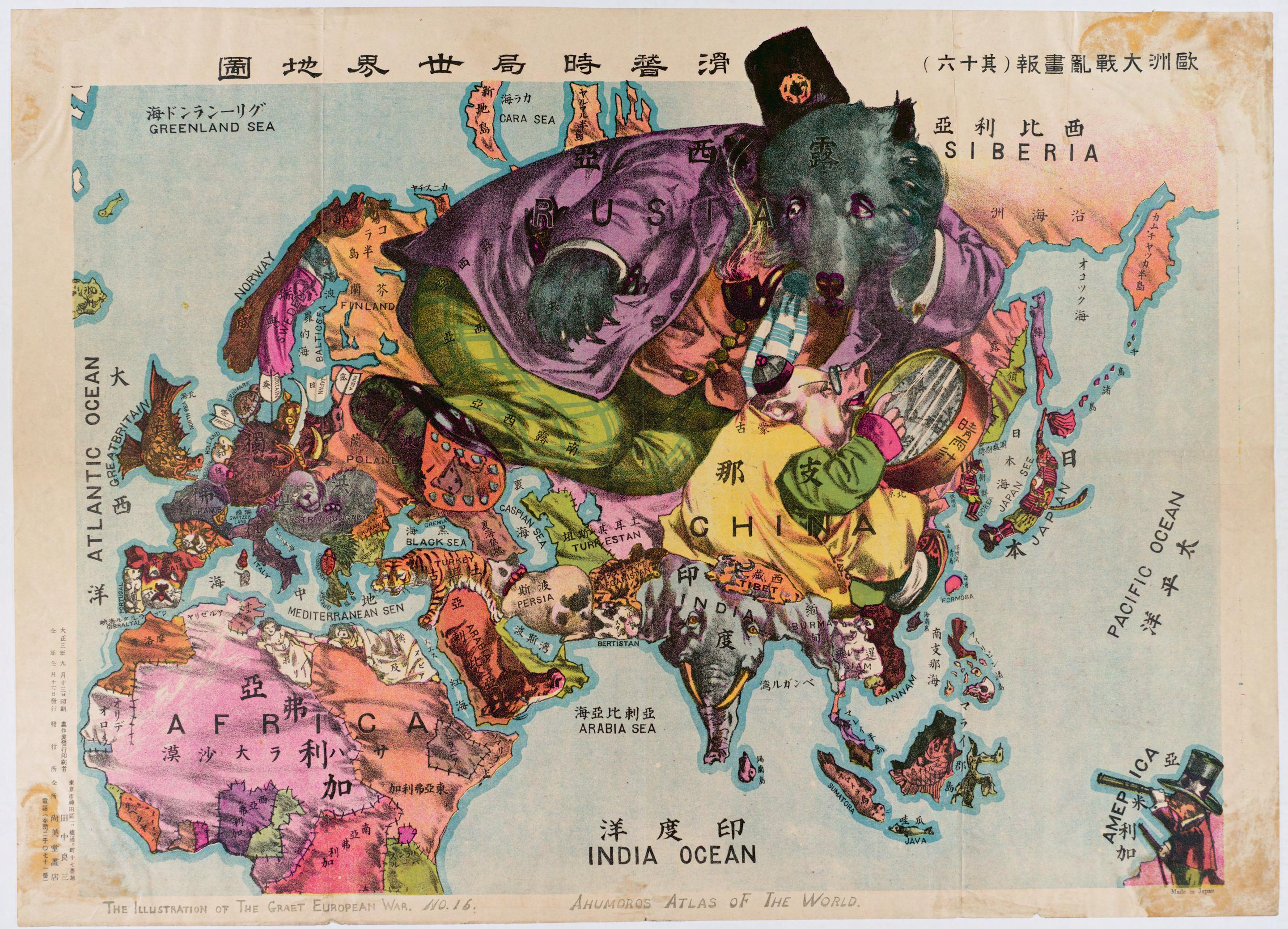
「滑稽欧亜外交地図」1914年
「御大礼記念 二条城内豊楽殿大饗宴之御盛儀」（尚美堂・田中良三）1915 年(大正4年)
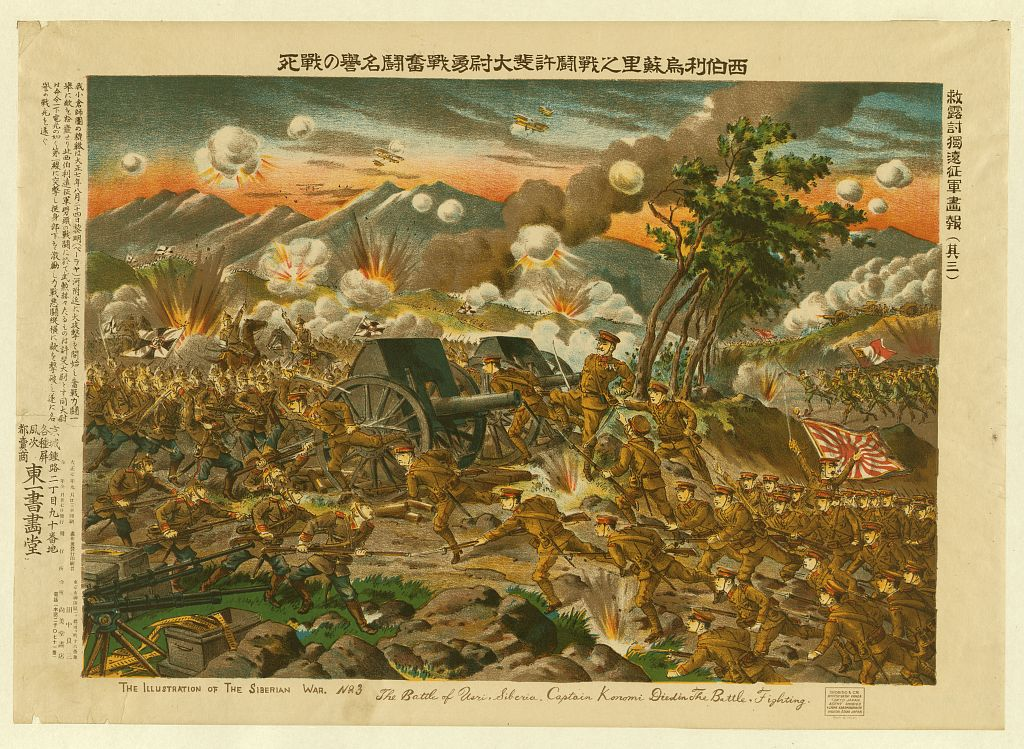
1918年